# Латинка Перович
Латинка Перович (на сръбски: Латинка Перовић или Latinka Perović) е югославска комунистическа историчка, политик и лидер. По време на съществуването на Социалистическа федеративна република Югославия, Перович е генерален секретар на Съюза на комунистите в Сърбия (СКС) в периода между 1968 и 1972 г. На 21 октомври 1972 г. Перович заедно с Марко Никезич подава оставка от всички свои политически позиции под обвинението, че са прекалено либерални. Оставките са приети от ЦК на СКС на 25 октомври. Уволнението на сръбските комунистически реформатори през 1972 г. е предшествано от отстраняването на хърватските националисти по време на Хърватската пролет.
След отстраняването ѝ от активната политика Перович се фокусира върху научната работа в Института за история на работническото движение на Сърбия (дн. Институт за най-нова история на Сърбия). По време на разпадането на Югославия през 1990 г. и последвалите югославски войни Перович е един от най-острите критици на сръбския национализъм, особено на Слободан Милошевич и неговия режим.

## Биография
Латинка Перович е родена на 4 октомври 1933 г. в Белошевац, Крагуевац, Кралство Югославия (дн. Сърбия). Тя завършва местна женска гимназия в Крагуевац през 1952 г., а след това завършва история в Белградския университет и защитава докторска степен по политически науки през 1975 г.  в същия университет.
На 27 години става председател на Конференцията за социална дейност на жените в Югославия (1960 – 1964). Перович е секретар на Централния комитет на Съюза на комунистите в СърбияСъюза на комунистите в Сърбия (СКС) от 1968 до 1972 г.  Смятана е за най-влиятелната жена в Сърбия по това време и е единствената, която не получава позицията си въз основа на брак с по-влиятелен от нея мъж, а по-скоро благодарение на своята интелигентност, компетентност и амбиция.
През 1972 г. Марко Никезич (председател на ЦК на СКС) и Перович са отстранени от постовете си, тъй като Йосип Броз Тито смята техните възгледи за твърде либерални. След това тя никога не се връща в политиката. Перович се посвещава на исторически изследвания и става известна като един от най-изтъкнатите експерти по нова сръбска история (от XIX век нататък).
От 1976 г. до 1998 г. Перович работи в Института за най-нова история на Сърбия. В своите трудове и проучвания за съвременна Сърбия тя често подчертава, че Сърбия се нуждае от политик, който би поел публично отговорността за разрушенията, извършени в бивша Югославия, за да помогне за помирението със съседните държави и да предотврати повторението на този вид трагедия. Тя се противопоставя на режима на Слободан Милошевич, наричайки неговата политическа система „култура на убийството“. След войната тя е първият човек в Сърбия, който нарича клането в Сребреница геноцид и призовава Сърбия да понесе своята отговорност.
От 1993 г. Перович е главен редактор на списание Currents of History.

## Смърт
Перович Петрович умира в Белград на 12 декември 2022 г. на 89-годишна възраст. Тя е кремирана в Новото гробище в Белград на 21 декември 2022 г. в присъствието на нейното семейство и приятели.

## Избрани произведения
Книгата от 2010 г. „Факти и интерпретации. Два разговора с Латинка Перович“ включва подробна библиография на Латинка Перович със списък от 8 монографии, 10 книги с исторически извори с въвеждащи изследвания за XIX век, девет исторически извора с уводни изследвания за ХХ и XXI век, 18 предговора и послеписа, 78 студии, дискусии и статии и 13 забелязани рецензии. В библиографията не са включени статии, интервюта и изказвания по повод промоции на книги, които са публикувани в различни вестници и списания, както и некролози. Перович продължава да пише през следващите години.

### Монографии
- Pera Todorović. Rad. Belgrade (1983)
- Od centralizma do federalizma: KPJ o nacionalnom pitanju. Globus. Zagreb (1984)
- Srpski socijalisti 19. veka: Prilog istoriji socijalističke misli: (1985-1995)
  - Knj. 1: Prvi poznavaoci i pristalice socijalističkih učenja u Srbiji. Rad. Belgrade (1985)
  - Knj. 2: Ideje i pokret Svetozara Markovića. Rad. Belgrade (1985)
  - Knj. 3. Doktrina narodnjaštva teorijski okvir srpskog socijalizma. Službeni list SRJ. Belgrade (1995)
- Planirana revolucija. Ruski blankizam i jakobinizam. BIGZ-Globus. Belgrade-Zagreb. (1988)
- Zatvaranje kruga. Ishod rascepa 1971-1972. Svjetlost. Sarajevo (1991)
- Srpsko-ruske revolucionarne veze. Prilozi za istoriju narodnjaštva u Srbiji. Službeni list SRJ. Belgrade (1994)
- Ljudi, događaji, knjige, Helsinški odbor za ljudska prava u Srbiji. Belgrade. (two editions). (2000)
- Između anarhije i autokratije. Srpsko društvo na prelazima vekova (XIX-XXI). Helsinški odbor za ljudska prava u Srbiji. Belgrade (2006)